# 克瓦克塔
克瓦克塔（Kwakta），是印度曼尼普尔邦Bishnupur县的一个城镇。总人口7958（2001年）。

## 人口
该地2001年总人口7958人，其中男性4000人，女性3958人；0—6岁人口1040人，其中男517人，女523人；识字率63.09%，其中男性为70.65%，女性为55.46%。